# Scutellinia colensoi
Scutellinia colensoi är en svampart som beskrevs av Massee ex Le Gal 1967. Scutellinia colensoi ingår i släktet Scutellinia och familjen Pyronemataceae.   Inga underarter finns listade i Catalogue of Life.